# سینه‌کبکی
سینه‌کبکی (نام علمی: Bongardia) نام یک سرده از تیره زرشکیان است.
در کردستان به این گیاه «دان حاجی‌لق‌لق» گفته می‌شود.